# 랑고바르디사우루스

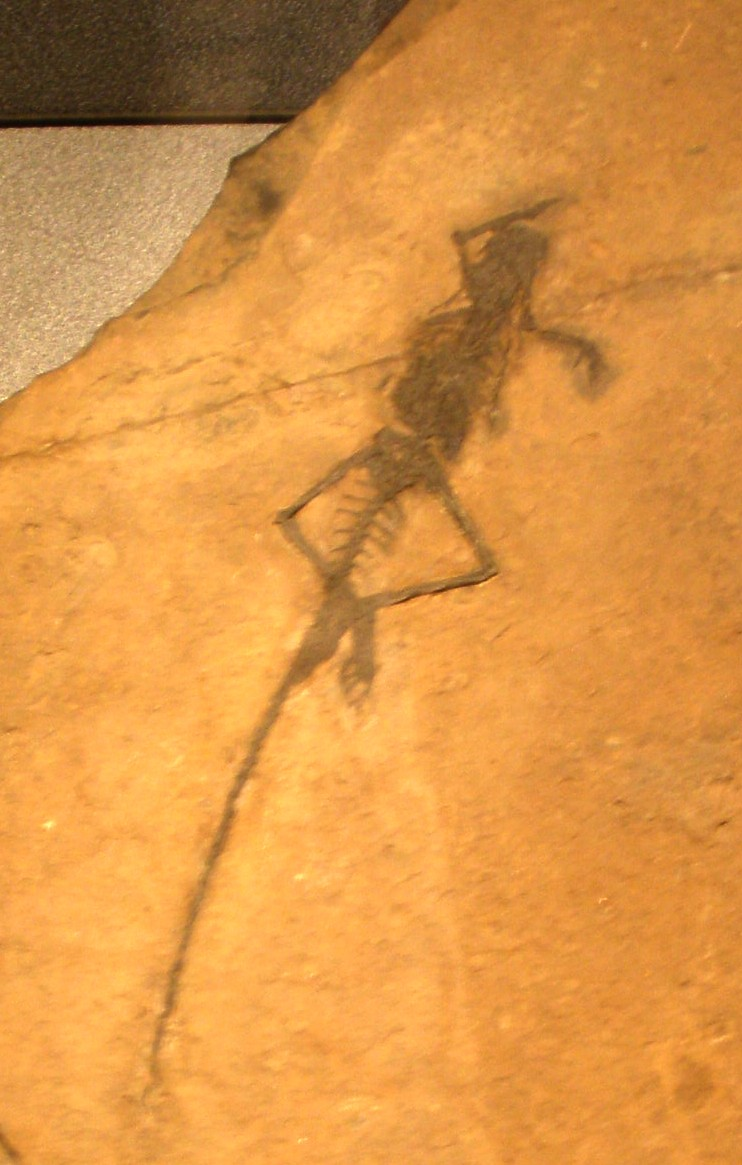

랑고바르디사우루스(학명:Langobardisaurus pandolfii)는 지배파충하강 타니스트로피아과에 속하는 도마뱀이다. 지금은 멸종한 종으로서 전체적인 몸길이가 4~6m인 거대한 지배파충류에 속한다.

## 특징
랑고바르디사우루스(Langobardisaurus)는 몸집이 50cm보다 작은 작은 파충류였다. 랑고바르디사우루스는 작은 크기에도 불구하고 긴 목과 긴 경추에 낮은 신경 가시가 특징이었다. 랑고바르디사우루스의 긴 목 위에는 작은 로스트룸과 큰 궤도를 특징으로 하는 크고 짧은 삼각형 모양의 두개골이 있었다. 그것의 큰 궤도는 시각적 지각에 의존한다는 증거다. 이것은 랑고바르디사우루스가 시력이 좋았을 가능성이 있음을 암시한다. 랑고바르디사우루스 두개골 형태학은 그것의 독특한 틀니 패턴을 반영한다. 에나멜이 없음에도 불구하고 프리맥실라의 일부 홈은 과거에 치아로 오인된 적이 있지만 위턱의 앞부분은 이빨이 없다. 이 이빨이 없는 부위를 지나 맥실라에는 더 큰 삼첨(삼각형) 광대니가 있었고 큰 어금니 모양의 이빨은 테로포스테리어 방향으로 길게 뻗어 있었다. 이 어금니 모양의 치아는 납작하게 만들어졌고 표면이 안쪽으로 구부러지고 작은 틀니로 덮여 있었다. 아래턱은 앞서 언급한 상측과 함께 가려진 유사한 어금니 모양의 이빨이 특징이었다. 게다가 아래턱은 튼튼했고 강력한 물림 능력을 나타내는 높은 코로노이드 공정을 가지고 있었다. 이것과 그것의 뚜렷한 치아 패턴을 볼 때 이러한 특징들은 랑고바르디사우루스가 음식을 과도하게 갈았다는 것을 암시한다. 그러나 발견된 표본 중 턱관절이 포함되지 않아 도출할 수 있는 결론은 제한적이다. 기술된 틀니 패턴은 확실히 독특하며 다른 어떤 '프로토로사우루스'에서는 찾아볼 수 없다. 레네스토와 달라 베치아는 랑고바르디사우루스 턱과 치아 형태학 분석에서 랑고바르디사우루스들이 큰 곤충, 갑각류, 그리고 단단한 비늘을 가진 작은 물고기의 식이요법으로 생존했다고 추측했다. 게다가 랑고바르디사우루스는 도망치는 갑각류 먹이를 잡기 위해 머리를 굴 속에 깊숙이 파묻는 것 외에 긴 목을 사용하여 공중에서 곤충을 잡아냈다는 가설이 있다. 긴 목은 훨씬 더 긴 꼬리에 의해 반대되었는데 그것은 45개의 카우달 척추뼈를 특징으로 하며 그것은 몸통의 두 배 길이로 만들었다. 고생물학자들은 랑고바르디사우르스의 긴 꼬리가 그 일상 활동에 중요한 영향을 미친 속들의 주요 적응이었다고 가설을 세운다. 긴 꼬리는 긴 목에도 불구하고 랑고바르디사우루스가 두발 자세로 몸의 균형을 잡을 수 있게 했다. 뒷다리로 우뚝 설 수 있었던 랑고바르디사우루스는 날카로운 시력과 긴 목(세로로 뻗은)을 활용해 왼쪽 그림에서 보듯이 포식자와 먹잇감을 위한 주변 지형을 모두 조사할 수 있었을 것이다. 이 화석 기록은 랑고바르디사우루스가 훨씬 더 길고 속이 빈 뒷다리로 왜소해진 짧은 앞다리를 특징으로 하고 있다는 것을 보여준다. 경골과 섬유소는 대퇴골보다 약간 짧았다.멀찍이 움직이면서 타르시는 작고 아담했다. 이러한 사실들은 랑고바르디사우루스가 두발로 이동할 수 있었음을 시사한다. 랑고바르디사우루스에게는 의심할 여지 없이 두 발로 걷는 운동이 큰 장점이었다. 그러한 적응은 이 동물이 먹이를 쫓고 포식자로부터 도망칠 수 있게 해주었을 것이다. 랑고바르디사우루스가 곤충, 갑각류, 물고기를 먹였다는 가설에 근거해 먹이를 쫓는 능력은 비록 짧은 폭발로 달릴 수 있을 뿐일지라도 랑고바르디사우루스의 사냥 능력을 크게 높여 주었다.고생물학자들은 이 속들에 대해 이용 가능한 형태학적, 지질학적 정보를 바탕으로 랑고바르디사우루스(Langobardisaurus)가 수생 생물체에 적응했다는 가설을 세운다. 오히려, 그 속은 해조류에서 발견된 갑각류로부터 살아남았다는 명제와 일치하는 해양 환경 근처에 살았을 것이다. 시료가 발견된 지역의 후기 트라이아스기 지형지물은 이러한 주장을 더욱 뒷받침한다. 현재까지 랑고바르디사우루스의 표본 5점이 발견되었다. 앞서 설명한 칼카레 디 조르지노 형성 외에 2개의 표본을 생산한 이탈리아 북부 이탈리아의 포르니 돌로스톤 형성에서도 2개의 표본을 추가로 발견했다. 랑고바르디사우루스의 가장 최근의 표본은 2013년에 티롤 오스트리아의 북부 캘커러스 알프스의 시펠트 포메이션에서 발견되었다. 이 발견은 이전에 북이탈리아에 국한되었던 속종의 고생물학적 범위를 넓힌다는 점에서 의미가 크다. 살러 외 연구진은 지질학적 배경을 설명했다. "모든 표본은 돌로미아 공국/하웁트로밋 형성을 형성하는 파괴적 퇴적물이 퇴적된 얕은 물 탄산염 플랫폼에 둘러싸인 비교적 작고 깊은 해양 분지에서 형성된 어두운 석회석과 돌로마이트에서 발견되었다." 앞서 언급된 분지는 물의 순환이 부족하고 미미한 산소 농도에서부터 완전히 산화성까지 다양하여 척추동물 뼈의 보존에 적합한 환경을 만들었다. 처음 발견된 랑고바르디사우루스 판돌피만이 분류학적으로 유의미하다고 여겨지지만 랑고바르디사우루스에는 3종이 제안되었다. 제안된 다른 두 종인 랑고바르디사우루스 로시이와 랑고바르디사우루스 토넬로이는 더 이상 랑고바르디사우루스 고유의 종으로 간주되지 않는다. 랑고바르디사우루스는 타니스트로페우스의 자매 택손이거나 타니스트로페우스와 마크로크네무스에 가까운 친척으로 여겨진다. 이들 세대는 프로토로사우루스라고 불리는 대퇴각 디옵시드의 덩어리인 것으로 분류되지만 그 덩어리들은 부자연스러운 집단일 수도 있다. 이런 경우라면 랑고바르디사우루스, 타니스트로페우스, 마크로크네무스 등 가까운 친척(타니스트로페이드)은 프로토로사우루스와 밀접한 관계가 없을 수도 있다. 랑고바르디사우루스 토넬로이에는 1997년에 무시오에 의해 처음으로 랑고바르디사우루스의 새로운 종으로 설명되었는데 이러한 특징들의 재조사로 인해 분류학적으로 미미한 것이 되었다. 랑고바르디사우루스 로시이는 1995년 비자리니와 무시오에 의해 처음 묘사되었다. 그러나 레네스토와 달라 베치아의 시료를 자세히 검토한 결과 랑고바르디사우루스 로시는 레피도사우루모프(lepidosauromphorp), 라임코세팔리안(lynchocephalian)일 가능성이 높다고 결론지었다. 분류학적으로 보면 랑고바르디사우루스(/ˈlæŋooobrdrdsss./, Langobardi의 파충류, Long Beedded People, 고대 이탈리아 문명)는 타니스트로페이드 아크로모스포프 파충류의 멸종된 속성으로 하나의 알려진 종인 랑고바르디사우루스 판돌피리이다. 그것의 화석은 이탈리아와 오스트리아에서 발견되었고, 그것은 대략 2억 2,800만년에서 2억 2,100만년 전 트라이아스기 말기에 살았다. 랑고바르디사우루스는 1994년에 이탈리아 고생물학자 실비오 레네스토에 의해 북이탈리아의 칼카레 디 조르지노 형성으로부터 처음 발견되었다.

## 생존시기와 서식지와 화석의 발견
랑고바르디사우루스가 생존했던 시기는 중생대의 트라이아스기 후기로서 지금으로부터 2억년전~1억 8000만년전에 생존했던 종이다. 생존했던 시기에는 유럽을 중심으로 하는 산맥의 열대우림이나 해안가, 강 등에서 주로 서식했었던 도마뱀이다. 화석의 발견은 1994년에 유럽의 트라이아스기에 형성된 지층에서 이탈리아의 고생물학자인 실비오 레네스토가 처음으로 화석을 발견하여 새롭게 명명된 종이다.

## 같이 보기
- 파충류
- 중생대
- 트라이아스기
- 도마뱀
- 화석